# Eilhard Alfred Mitscherlich

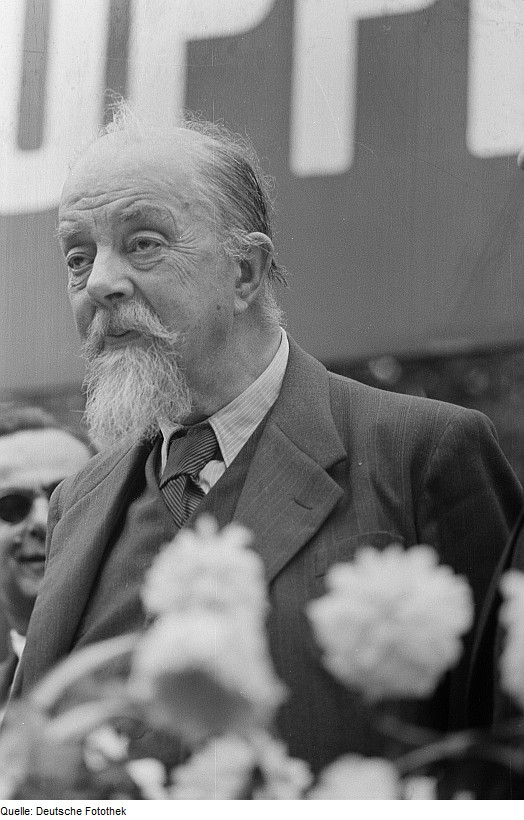
Eilhard Alfred Mitscherlich (1950)

Eilhard Alfred Mitscherlich (* 29. August 1874 in Berlin; † 3. Februar 1956 in Paulinenaue, Landkreis Havelland) war ein deutscher Pflanzenbauwissenschaftler und Bodenkundler. Mit dem von ihm gefundenen mathematisch formulierten Wirkungsgesetz der Wachstumsfaktoren hat er die dynamisch-quantitative Betrachtung in die Pflanzenbauwissenschaft eingeführt und weltweit eine umfangreiche Forschung über die Beziehungen zwischen Düngerbedürfnis und Ertragsleistung landwirtschaftlicher Kulturpflanzen ausgelöst.

## Leben
Eilhard Alfred Mitscherlich stammt aus einer begüterten Gelehrtenfamilie. Sein Vater, Gustav Alfred Mitscherlich (1832–1911), war Professor für Chirurgie, sein Großvater, Eilhard Mitscherlich (1794–1863), Professor für Chemie und Mineralogie. Sein Großvater mütterlicherseits, Carl Ackermann, besaß in der Kurmark und in Niederschlesien fünf größere Gutsbetriebe. Mitscherlich verlebte seine Jugend in Berlin und auf den Gütern der mütterlichen Verwandtschaft.
1895 begann er an der Christian-Albrechts-Universität zu Kiel Physik zu studieren. Doch bereits nach dem ersten Semester entschied er sich für das Studium der Landwirtschaft. 1896 wechselte er an die Landwirtschaftliche Hochschule Berlin. Er kehrte 1897 nach Kiel zurück und wurde 1898 mit einer Doktorarbeit bei Hermann Rodewald promoviert. Anschließend ging er für ein Semester an die Technische Hochschule München, wo er von dem Agrikulturphysiker Ewald Wollny nachwirkende Anregungen erhielt. Seine Schwester war die Bildhauerin Frieda Mitscherlich.

### Kiel
Seit 1899 wieder in Kiel, forschte er als wissenschaftlicher Assistent bei Hermann Rodewald am Landwirtschaftlichen Institut der Universität Kiel. 1901 habilitierte sich Mitscherlich an der Universität Kiel und erhielt die Venia legendi für das Gesamtgebiet der Landwirtschaftslehre. Seine Habilitationsschrift wurde von der Bayerischen Akademie der Wissenschaften mit dem Liebig-Preis ausgezeichnet. Als Privatdozent am Landwirtschaftlichen Institut der Universität Kiel beschäftigte er sich in den folgenden Jahren verstärkt mit der Fehlerwahrscheinlichkeitsrechnung. Er beabsichtigte, diese mathematisch-statistische Methode in das landwirtschaftliche Versuchswesen einzuführen.

### Königsberg
Von 1906 bis 1941 war Mitscherlich o. Professor für Pflanzenbaulehre und Bodenkunde an der Albertus-Universität Königsberg. 1915/16 und 1930–1932 war er Rektor der Universität Königsberg. 1924 gehörte er zu den Gründern der Königsberger Gelehrten Gesellschaft. Auf die Entwicklung der ostpreußischen Landwirtschaft übte er einen bedeutenden Einfluss aus. Als er 1932 aus dem Rektorat ausschied, veranstaltete der Königsberger Senioren-Convent einen Fackelzug. Nach seiner Emeritierung bewirtschaftete er das Familiengut Kutschlau bei Schwiebus. Seit 1937 war er Mitglied der NSDAP.

### Ost-Berlin
In der Nachkriegszeit in Deutschland berief man ihn 1946 zum Ordinarius für Kulturtechnik an der Landwirtschaftlich-Gärtnerischen Fakultät der Humboldt-Universität zu Berlin. Von 1950 bis zu seinem Tod im Jahre 1956 leitete er als Direktor das Institut zur Steigerung der Pflanzenerträge der Akademie der Wissenschaften der DDR in Paulinenaue.

## Forschung
Im Mittelpunkt der Forschungstätigkeit Mitscherlichs an der Universität Königsberg standen Untersuchungen über die den Pflanzenertrag bestimmenden Wachstumsfaktoren. Neben chemischen Bodenanalysen zur Ermittlung der Lösungsgeschwindigkeit von Pflanzennährstoffen führte er umfangreiche Gefäßversuche durch, um auch den Einfluss physikalischer und biologischer Wachstumsfaktoren auf den Ertrag der Kulturpflanzen zu quantifizieren. Bei dieser Versuchstätigkeit verbesserte er zahlreiche Messmethoden und entwickelte das später nach ihm benannte und in fast allen landwirtschaftlichen Versuchsstationen der Welt eingeführte Mitscherlich-Gefäß.
Mitscherlichs bedeutendste wissenschaftliche Leistung ist ein von ihm formuliertes Ertragsgesetz, das Wirkungsgesetz der Wachstumsfaktoren. Seine erste Veröffentlichung darüber erschien 1909 unter dem Titel Das Gesetz des Minimums und das Gesetz des abnehmenden Bodenertrages in der Zeitschrift Landwirtschaftliche Jahrbücher. Im Gegensatz zu dem von Carl Sprengel und Justus von Liebig aufgestellten Minimumgesetz, wonach von allen mineralischen Nährstoffen derjenige, der in geringster Menge im Boden vorhanden ist, den Pflanzenertrag maßgebend bestimmt, wies Mitscherlich nach, dass die Ertragshöhe von sämtlichen Wachstumsfaktoren abhängig ist. Nach seinen Forschungsergebnissen kann jeder einzelne Wachstumsfaktor mit einer ihm spezifischen Intensität (Wirkungsfaktor) die Ertragshöhe steigern. Mit zunehmender Annäherung an den Höchstertrag wird jedoch durch eine weitere Steigerung eines bestimmten Wachstumsfaktors im Vergleich zum Aufwand der Mehrertrag deutlich geringer.
Die von Mitscherlich aus diesen Erkenntnissen abgeleitete Darstellung der Ertragssteigerungskurve als Logarithmische Verteilung fand in der Landbauwissenschaft weltweites Interesse. Sie gab der dynamisch-quantitativen Ertragsforschung neue Einsichten und führte zu einer kaum zu überblickenden Anzahl experimenteller Untersuchungen, aber auch zu kontroversen wissenschaftlichen Diskussionen. Mitscherlich hat umfangreichere Beiträge mit Forschungsergebnissen über sein Ertragsgesetz vor allem in der Zeitschrift Landwirtschaftliche Jahrbücher publiziert. Von mehreren Übersichtsarbeiten ist die 1956, kurz nach seinem Tode erschienene Schrift Ertragsgesetze hervorzuheben. Obgleich neuere Forschungsergebnisse zeigen, dass Mitscherlichs Ertragsgesetz uneingeschränkt nur für spezielle Versuchsbedingungen gilt, hat sein mathematisch orientiertes Forschungskonzept das Wissen um die Zusammenhänge von Wachstumsfaktoren und Ertragsbildung beträchtlich erweitert.
Für Mitscherlich war es stets ein wichtiges Anliegen, die in Gefäßversuchen erzielten Ergebnisse unter Feldbedingungen zu überprüfen und sie der landwirtschaftlichen Praxis nutzbar zu machen. Deshalb galt auch dem Feldversuchswesen sein besonderes Interesse. Zahlreiche Vorschläge, die Durchführung und Auswertung von Feldversuchen zu verbessern, hat er in der 1919 erstmals veröffentlichten Schrift Vorschriften zur Anstellung von Feldversuchen in der landwirtschaftlichen Praxis zusammengefasst. Mit Unterstützung der Universität, der Landwirtschaftskammer der Provinz Ostpreußen und der 1923 gegründeten Mitscherlich-Gesellschaft konnte er fast zwei Jahrzehnte lang eine seinen Vorstellungen entsprechende betriebsspezifische Düngungsberatung für Landwirte durchführen. Ab 1927 stand ihm auch das 13 Hektar große Versuchsfeld Juditten für pflanzenbauliche Experimente zur Verfügung. Diese idealen Arbeitsbedingungen waren für ihn mit ein Grund, dass er Berufungen an andere Universitäten ablehnte. In Königsberg führte er etwa 110 Studenten zur Promotion.
Mitscherlichs bedeutendste Publikation ist das siebenmal aufgelegte  Lehrbuch Bodenkunde für Land- und Forstwirte. Die erste Auflage (1905) erschien bereits während seiner Dozentenzeit in Kiel. Im Gegensatz zu der damals vorherrschenden Lehrmeinung, Bodenkunde primär unter geologisch-mineralogischen Gesichtspunkten zu betrachten, hat Mitscherlich die physikalisch-chemischen Eigenschaften des Bodens als die entscheidenden Faktoren für das Wachstum der Kulturpflanzen in den Mittelpunkt gestellt. Unter Einbeziehung seiner eigenen Forschungsergebnisse entwickelte sich das Buch immer stärker zu einer „pflanzenphysiologischen Bodenkunde“. Die Auflagen nach 1945 erschienen deshalb unter dem Titel Bodenkunde für Landwirte, Forstwirte und Gärtner in pflanzenphysiologischer Ausrichtung und Auswertung. Das Werk war jahrzehntelang ein beliebtes und anregendes Lehrbuch für Studium, Wissenschaft und Praxis.

## Familiäres
Mitscherlich war seit 1908 verheiratet mit Luise Clauss, Tochter eines Krefelder Kaufmanns. Der Ehe entstammen drei Söhne und eine Tochter. Mitscherlichs jüngster Sohn verstarb bald nach seiner Geburt. Seine beiden anderen Söhne sind Gerhard Mitscherlich, Professor für Forstwissenschaften an der Albert-Ludwigs-Universität Freiburg, und Eilhard Mitscherlich, Professor für Tiermedizin an der Georg-August-Universität Göttingen. Ein wertvolles Zeitdokument sind Mitscherlichs 1945 veröffentlichte Lebenserinnerungen.

## Ehrungen
Als international anerkannter Landbauwissenschaftler pflegte Mitscherlich enge Kontakte mit namhaften ausländischen Fachkollegen. 1922–1930 war er Präsident der IV. Kommission der Internationalen Bodenkundlichen Gesellschaft. Seit 1920 gehörte er zu den Mitherausgebern der amerikanischen Zeitschrift Soil Science. Außerdem war er Mitglied im Redaktionskollegium anderer führender nationaler und internationaler Fachzeitschriften.
Mitscherlich war Ehrenmitglied der Deutschen Bodenkundlichen Gesellschaft, der Internationalen Bodenkundlichen Gesellschaft, der Agrikulturwissenschaftlichen Gesellschaft Finnlands und der Königsberger Gelehrten Gesellschaft. 1925 wurde er in die Deutsche Akademie der Naturforscher Leopoldina gewählt. Die Christian-Albrechts-Universität zu Kiel (1948), die Liebig-Hochschule Gießen (1949) und die Humboldt-Universität zu Berlin (1954) verliehen ihm die Ehrendoktorwürde. Neben anderen hohen Auszeichnungen erhielt er 1949 den Nationalpreis 1. Klasse und 1954 den Vaterländischen Verdienstorden der DDR in Gold. Die Landwirtschaftliche Fakultät der Universität Gießen stiftete 1964 den Eilhard Mitscherlich-Preis. Erster Preisträger war Mitscherlichs bedeutendster Schüler Eduard von Boguslawski. –

## Darstellung Mitscherlichs in der bildenden Kunst
- Hein Sinken: Prof. Dr. Mitscherlich (1952, Büste, Bronze; Im Säulenumgang der landwirtschaftlich-Gärtnerischen Fakultät der Humboldt-Universität)[6]
- Willi Warschowske: Porträt Prof. Eilhard Alfred Mitscherlich (1952, Öl, 100 × 80 cm)[7]

## Schriften (Hauptwerke)
- Untersuchungen über die physikalischen Bodeneigenschaften. Habil. Schr. Univ. Kiel 1901. Zugl. in: Landwirtschaftliche Jahrbücher Bd. 30, 1901, S. 361–445.
- Bodenkunde für Land- und Forstwirte. Verlag Paul Parey Berlin 1905; 2. Aufl. 1913; 3. Aufl. 1920; 4. Aufl. 1923. – Nachfolgende Auflagen unter dem Titel: Bodenkunde für Landwirte, Forstwirte und Gärtner in pflanzenphysiologischer Ausrichtung und Auswertung: 5. Aufl. 1949; 6. Aufl. 1950; 7. Aufl. 1954.
- Das Gesetz des Minimums und das Gesetz des abnehmenden Bodenertrages. Landwirtschaftliche Jahrbücher 38 (1909), S. 537–552.
- Vorschriften zur Anstellung von Feldversuchen in der landwirtschaftlichen Praxis. Verlag Paul Parey Berlin 1919; 2. Aufl. 1925.
- Die Bestimmung des Düngerbedürfnisses des Bodens. Verlag Paul Parey Berlin 1924; 2. Aufl. 1925; 3. Aufl. 1930.
- Ein Leitfaden zur Anwendung der künstlichen Düngemittel. Verlag Paul Parey Berlin 1925; 2. Aufl. 1931.
- Der Boden als Vegetationsfaktor (pflanzenphysiologische Bodenkunde), in: Handbuch der Bodenlehre. Herausgegeben von Edwin Blanck, Springer Verlag Berlin 1931, Bd. 9, S. 497–541.
- Lebenserinnerungen. Halle (Saale) 1945. Herausgegeben im Namen der  Leopoldina von Emil Abderhalden = Selbstbiographien von Naturforschern Nr. 3.
- Die Düngerberatung. Niemeyer Verlag Halle 1948.
- Erkenntnisse bei der Pflanzendüngung. Akademie-Verlag Berlin 1952 = Vorträge und Schriften der Deutschen Akademie der Wissenschaften zu Berlin H. 44.
- Ertragssteigerung durch richtige Düngung. Düngungsversuche zur Ermittlung quantitativer Ertragssteigerungen. Aufbau-Verlag Berlin 1952 = Wissenschaft und Technik verständlich dargestellt, Band 34.
- Ertragsgesetze. Mit einem Vorwort von N. Atanasiu. Akademie-Verlag  Berlin 1956.